# Баев, Владимир Константинович
Владимир Константинович Баев — российский учёный в области физической газодинамики, аэрофизики, физики горения и энергетики, доктор технических наук, профессор, лауреат Государственной премии СССР (1991).
Родился 30 декабря 1935 г. в Коломне в семье военнослужащего.
Окончил теплотехнический факультет Московского энергетического института по специальности «Инженерная теплофизика» (1959).
В 1959—1960 гг. младший научный сотрудник Института химической кинетики и горения Сибирского отделения АН СССР.
С 1960 г. в Институте теоретической и прикладной механики (ИТиПМ) СО АН СССР: младший научный сотрудник, ведущий инженер, старший научный сотрудник, зав. лабораторией (1966−1974, 1990−2000), зам. директора по научной работе (1974−1990), главный научный сотрудник, с 2000 г. зав. научно-исследовательским сектором энергопреобразующих устройств.
С 1971 г. по совместительству преподавал и вёл научную деятельность в НГУ: ассистент кафедр автоматики и электрометрии, газовой динамики, физической кинетики; в 1976−1985 гг. и. о. заведующего, доцент, профессор, в 1985—1987 гг. зав. кафедрой физической кинетики, в 1987—1990 гг. профессор, зав. кафедрой аэрофизики и газовой динамики.
Читал курсы: «Введение в физическую газодинамику», «Физические основы прикладных задач» (введение в специальность), «Физика горения».
Под его руководством в базовом ИТиПМ СО РАН создан лабораторный спецпрактикум по новейшим направлениям в области аэрофизики и космических исследований.
Специалист в области физической газодинамики, аэрофизики, физики горения и энергетики.
Автор около 150 научных публикаций, 19 изобретений.
Заслуженный деятель науки РФ (1999).
Лауреат Государственной премии СССР (1991), премии Совета Министров СССР (1985) — за создание автоматизированного комплекса аэродинамических установок и их использование для подготовки высококвалифицированных кадров.
Награждён орденом «Знак Почёта» (1976) и медалями «За доблестный труд. В ознаменование 100-летия со дня рождения В. И. Ленина» (1970), «Ветеран труда» (1985).
Сочинения:
- Двумерные турбулентные течения реагирующих газов [Текст] / Под ред. чл.-кор. АН СССР Р. И. Солоухина ; АН СССР. Сиб. отд-ние. Ин-т теорет. и прикл. механики. - Новосибирск : Наука. Сиб. отд-ние, 1976. - 264 с. : ил.; 20 см.
- Горение в сверхзвуковом потоке / [В. К. Баев, В. И. Головичев, П. К. Третьяков и др.]; Отв. ред. М. Г. Кталхерман. - Новосибирск : Наука : Сиб. отд-ние, 1984. - 304 с. : ил.; 22 см.